# Sławomir Willenberg
Sławomir Jan Willenberg (ur. 2 stycznia 1945 w Krośnicach) – polski polityk, lekarz chirurg, radny wojewódzki, senator IV kadencji.

## Życiorys
Absolwent Wydziału Lekarskiego Akademii Medycznej w Warszawie. Uzyskał specjalizacje I i II stopnia z zakresu chirurgii ogólnej. Pracował w różnych jednostkach służby zdrowia. Do 2006 był dyrektorem szpitala w Działdowie, od tego czasu zatrudniony w tej jednostce w charakterze asystenta oddziału chirurgicznego.
W latach 80. był działaczem „Solidarności”, przewodniczącym struktur w Działdowie. W stanie wojennym został internowany na okres około pięciu miesięcy.
Od 1997 do 2001 pełnił funkcję senatora IV kadencji z ramienia AWS z województwa ciechanowskiego, a w latach 1998–2002 także radnego sejmiku warmińsko-mazurskiego. W 2001 bezskutecznie ubiegał się o ponowny wybór do Senatu z własnego komitetu. W 2006 został ponownie wybrany na radnego wojewódzkiego. W 2010 nie uzyskał reelekcji, a w 2014 bez powodzenia kandydował do rady powiatu działdowskiego.
Był związany z Ruchem Społecznym i Partią Centrum (z jej ramienia ponownie kandydował w 2005 do Senatu). W 2006 wstąpił do Platformy Obywatelskiej. W 2007 i w 2015 był kandydatem do Sejmu z listy tej partii.
Odznaczony Złotym Krzyżem Zasługi (2004).